# Munna maculata
Munna maculata är en kräftdjursart som beskrevs av Frank Evers Beddard 1886. Munna maculata ingår i släktet Munna och familjen Munnidae. Inga underarter finns listade i Catalogue of Life.